# Рохас, Торибио
Торибио Рохас Гамбоа (исп. Toribio Rojas Gamboa; 14 февраля 1945 года, Коста-Рика) — коста-риканский футболист и тренер.

## Биография

### Футболиста
Будучи игроком он выступал за "Алахуэленсе" и "Рамоненсе". Второй команде в 1967 году Рохас помог выйти в элиту коста-риканского футбола. Он забивлрешающий гол, который позволил клубу выйти туда.

### Тренера
В качестве тренера специалист работал с местными коллективами, а с 1993 по 1995 год он возглавлял сборную Коста-Рики. Был уволен из нее после неудачного выступления в Кубке наций Центральной Америки в Сальвадоре. С него костариканцы вернулись без медалей.
Позднее тренер несколько лет работал в Пуэрто-Рико и некоторое время руководил местной сборной.